# 記得...香蕉成熟時
《記得……香蕉成熟時》是1993年上映的一部香港電影，由趙良駿執導，鄧一君、曾志偉、馮寶寶等主演。本片獲提名第13屆香港電影金像獎最佳編劇及最佳新演員（鄧一君）。

## 劇情
1966年天星小輪加價事件，造成了楊醒波（鄧一君飾）的出生。波仔的成長經歷並無過人之處，直到1981年，一個歷史的閃耀瞬間降臨到他的身上：波仔第一次夢遺。青春期的到來伴隨著諸多麻煩，波仔的配音演員老爸（曾志偉 飾）想要對波仔進行性教育卻語無倫次，而學校的健康教育課只會引來學生們的哄堂大笑。波仔的青梅竹馬好友婷婷（盧愛倫飾）突然開始對波仔疏遠，開始變得會打扮，並交了帥氣的男友。大出同學們兩三歲的“不良”少年泰迪（謝偉傑飾）形單影隻，偏偏與波仔成了朋友。泰迪言傳身教，令波仔體會“真男人”的魅力。為婷婷離去而神傷的波仔很快又有了心儀的物件，那是他家的房客綺夢（呂秀菱飾）姐姐……關於青春的懵懂與成長，成為了這個季節波仔的人生必修課。

## 演員
| 演員          | 角色             |
| 鄧一君        | 波仔/楊醒波      |
| 曾志偉        | 楊巨庭           |
| 馮寶寶        | 楊江普照         |
| 盧愛倫        | 婷婷             |
| 吕秀菱        | 常夏夢           |
| 黃偉南        | 毛舜君           |
| 謝偉傑        | Teddy/謝賢       |
| 何靈靈        | 楊麗球           |
| Dickson Leung | 何英俊           |
| Robin Leung   | 何英杰           |
| Joel Leung    | 杜比             |
| Steve Santoso | 肥貓             |
| 林俊賢        | 方Sir(客串)      |
| 柏安妮        | 老慕茜(客串)     |
| 黄炳耀        | 殺人王/訓導主任  |
| 黃佩霞        | 校長             |
| 譚筠怡        | Natassia         |
| 陈佩珊        | 毛小姐(客串)     |
| 陳果          | 金魚炳           |
| 邵音音        | 胡妮             |
| 郭秀云        | 拯溺教師         |
| 侯煥玲        | 謝賢祖母         |
| 葉漢根        | 秦世美           |
| 林海峰        | 成年楊醒波(聲演) |

## 歌曲
'分分鐘需要你' / 作曲, 林子祥 ; 填詞, 鄭國江 ; 主唱, 林子祥 ; 歌曲提供, EMI (HK) Ltd. (即百代唱片有限公司).
'First of May' / 作曲, B. Gibb ; 填詞, B. Gibb ; 主唱, The Bee Gees ; 歌曲提供, Polygram Records Ltd. (即寶麗金唱片有限公司).

## 獎項
| 年份 | 頒獎典禮             | 獎項       | 名單   | 結果 |
| ---- | -------------------- | ---------- | ------ | ---- |
| 1994 | 第13屆香港電影金像獎 | 最佳編劇   | 李志毅 | 提名 |
| 1994 | 第13屆香港電影金像獎 | 最佳新演員 | 鄧一君 | 提名 |

## 續集
- 记得...香蕉成熟时II初恋情人Over the Rainbow, Under the Skirt (1994)
- 记得…香蕉成熟时III为你钟情Yesterday You, Yesterday Me (1997)

## 其他類似題材作品
- 四個32A和一個香蕉少年

## 外部連結
- 香港影庫上《記得...香蕉成熟時》的資料（繁體中文）
- 開眼電影網上《記得...香蕉成熟時》的資料（繁體中文）
- 豆瓣电影上《記得...香蕉成熟時》的資料 （简体中文）
- 时光网上《記得...香蕉成熟時》的資料（简体中文）
- AllMovie上《記得...香蕉成熟時》的资料（英文）
- 爛番茄上《記得...香蕉成熟時》的資料（英文）
- 互联网电影数据库（IMDb）上《記得...香蕉成熟時》的资料（英文）
- HK cinemagic entry （页面存档备份，存于）
- loveHKfilm entry （页面存档备份，存于）